# Bernard Arens
Bernard Arens (* 24. Juli 1873 in Hosingen, Luxemburg; † 1. Februar 1954 in Köln) war ein luxemburgischer katholischer Theologe und deutschsprachiger Schriftsteller.

## Leben
Bernard Arens war Mitglied des Jesuitenordens. Er wirkte u. a. als Lehrer im österreichischen Feldkirch und an der Theologischen Fakultät im niederländischen Valkenburg. Arens’ Fachgebiet war die Missionswissenschaft; von 1912 bis 1916 und von 1925 bis 1933 leitete er die vom „Päpstlichen Werk der Glaubensverbreitung“ herausgegebene Zeitschrift „Die katholischen Missionen“. Neben einer Reihe von theologischen Facharbeiten veröffentlichte er auch erzählende Werke über Themen aus der katholischen Missionsgeschichte und übersetzte aus dem Französischen ins Deutsche.

## Werke
- Das Leben der jungfräulichen Gottesmutter in Bildern, Wien 1898
- Kränze um's Mutterhaupt, Paderborn 1902
- Licht und Schatten, Stuttgart [u. a.] 1902
- Der große Tag, Einsiedeln [u. a.] 1905
- Die selige Julie Billiart, Stifterin der Genossenschaft Unserer Lieben Frau, und ihr Werk, Freiburg i.Br. 1908
- Die Lektüre, Freiburg im Breisgau 1911
- Der Sohn des Mufti, Freiburg i.Br. 1911
- Des Schwarzrocks letzter Sieg, Freiburg i.Br. 1913
- Die Mission im Festsaale, Freiburg i.Br. 1917
- Gebete für Missionsandachten, Freiburg i.Br. 1918
- Das katholische Zeitungswesen in Ostasien und Ozeanien, Aachen 1918
- Die Mission im Familien- und Gemeindeleben, Freiburg im Breisgau 1918
- Papst Pius X. und die Weltmission, Aachen 1919
- Das Buch, Freiburg i.Br. 1920
- Handbuch der katholischen Missionen, Freiburg 1920
- Die katholischen Missionsvereine, Freiburg i.Br. 1922
- Jesuitenorden und Weltmission, Regensburg 1937

Herausgeberschaft
- Pius Graf des Enffans d'Avernas, Graz 1902
- Zum Jubelfest des Heiligen Johannes Berchmans, Aachen 1921

Übersetzungen
- Victor Delaporte: Hektor von Loc'h Maria, Freiburg i.Br. 1901
- Victor Delaporte: Runen des Lebens, Freiburg i.Br. 1921
- Konrad von Würzburg: Konrads von Würzburg Goldene Schmiede, Köln 1904
- Joseph Morey: Anna von Xainctonge, Stifterin der Ursulinen von Dole, Freiburg i.Br. 1903
- Henri Tricard: Garcia Moreno, Freiburg i.Br. 1902
- Henri Tricard: Vitus, Freiburg i.Br. 1901

| Personendaten    | Personendaten                                                              |
| ---------------- | -------------------------------------------------------------------------- |
| NAME             | Arens, Bernard                                                             |
| KURZBESCHREIBUNG | luxemburgischer katholischer Theologe und deutschsprachiger Schriftsteller |
| GEBURTSDATUM     | 24. Juli 1873                                                              |
| GEBURTSORT       | Hosingen, Luxemburg                                                        |
| STERBEDATUM      | 1. Februar 1954                                                            |
| STERBEORT        | Köln                                                                       |